# Чёрно-белый голубь
Чёрно-белый голубь (лат. Columba leucomela) — вид птиц семейства голубиных.

## Внешний вид
Спереди шея белая, а сзади сероватая, крылья чёрные, грудь тёмно-белая, хвост чёрный.
Клюв небольшого размера примерно 1 см. Крылья 15—16 см.

## Ареал
Птицы обитают на востоке Австралии вдоль Большого Водораздельного хребта.